# Elezioni politiche in Italia del 1934
Le elezioni politiche in Italia del 1934 per la nomina dei membri della Camera dei Deputati si svolsero il 25 marzo 1934. Gli elettori potevano solo votare SÌ o NO, per approvare o respingere in toto la lista dei deputati.

## Contesto storico
Le nuove elezioni, dopo quelle del 1929, proseguirono l'opera di normalizzazione del regime.
Nel 1939 per la XXX legislatura non ci furono elezioni, neppure plebiscitarie, e i membri della Camera dei fasci e delle corporazioni furono tutti nominati.

## Diritto di voto

Facciata di Palazzo Braschi, sede della federazione fascista di Roma, durante la campagna per le elezioni politiche del 1934.

La legge era basata sul suffragio universale maschile, già previsto sin dal 1912. Il diritto di voto per i soli cittadini maschi era però subordinato al rientrare in una delle seguenti categorie:
- A coloro che pagano un contributo sindacale o sono soci di una società o ente che paghi tale contributo oppure da almeno un anno posseggano azioni nominative di società in accomandita per azioni o di società anonime
- B coloro che pagano almeno 100 lire di imposte dirette allo Stato, alle province o ai comuni
- C coloro che percepiscono uno stipendio, un salario o una pensione a carico dello Stato
- D membri del clero cattolico o di altro culto ammesso dallo Stato

Erano esclusi dal diritto di voto (voto sospeso) i sottufficiali (tranne i marescialli) e i militari di truppa di esercito, marina e aeronautica.
| Compartimento             | Categorie | Categorie | Categorie | Categorie | Categorie  | Militari esclusi | Iscritti effettivi |
| Compartimento             | A         | B         | C         | D         | Totale     | Militari esclusi | Iscritti effettivi |
| ------------------------- | --------- | --------- | --------- | --------- | ---------- | ---------------- | ------------------ |
| Piemonte                  | 757 106   | 203 293   | 84 396    | 4 710     | 1 049 505  | 6 069            | 1 043 436          |
| Liguria                   | 253 590   | 83 621    | 44 082    | 1 802     | 383 095    | 2 615            | 380 480            |
| Lombardia                 | 1 197 408 | 296 871   | 89 612    | 5 579     | 1 589 470  | 9 997            | 1 579 473          |
| Venezia Tridentina        | 119 372   | 37 962    | 13 071    | 1 396     | 171 801    | 1 346            | 170 455            |
| Veneto                    | 759 937   | 226 926   | 75 736    | 3 963     | 1 066 562  | 10 095           | 1 056 467          |
| Venezia Giulia e Dalmazia | 187 659   | 32 648    | 29 299    | 401       | 250 007    | 2 813            | 247 194            |
| Emilia                    | 634 819   | 181 542   | 66 430    | 3 309     | 886 100    | 9 634            | 876 466            |
| Toscana                   | 630 270   | 97 440    | 72 171    | 3 249     | 803 130    | 6 611            | 796 519            |
| Marche                    | 219 126   | 55 784    | 22 449    | 1 484     | 298 843    | 3 544            | 295 299            |
| Umbria                    | 127 542   | 29 092    | 14 721    | 891       | 172 246    | 2 586            | 169 660            |
| Lazio                     | 331 674   | 94 180    | 89 946    | 2 124     | 517 924    | 6 567            | 511 357            |
| Abruzzo e Molise          | 300 455   | 59 702    | 23 052    | 1 050     | 384 259    | 3 187            | 381 072            |
| Campania                  | 576 538   | 160 173   | 66 228    | 4 706     | 807 645    | 7 230            | 800 415            |
| Puglia                    | 387 148   | 98 328    | 48 213    | 1 798     | 535 487    | 5 532            | 529 955            |
| Lucania                   | 77 840    | 17 335    | 6 986     | 455       | 102 616    | 785              | 101 831            |
| Calabria                  | 316 254   | 54 480    | 27 476    | 1 228     | 399 438    | 3 662            | 395 776            |
| Sicilia                   | 704 892   | 122 244   | 61 663    | 2 262     | 891 061    | 8 299            | 882 762            |
| Sardegna                  | 159 834   | 28 021    | 24 064    | 480       | 212 399    | 4 757            | 207 642            |
| Totale                    | 7 741 464 | 1 879 642 | 859 595   | 40 887    | 10 521 588 | 95 329           | 10 426 259         |

I valori della tabella sono riferiti alle liste delle prefetture al momento della chiusura delle iscrizioni. Alcune fonti considerano un numero di aventi diritto pari a 10 527 608, dato dalle liste elettorali al momento del voto; tale numero include però anche i militari.
Questo grafico non è disponibile a causa di un problema tecnico.
Si prega di non rimuoverlo.
Percentuale degli elettori rispetto ai residenti.

## Candidati
I deputati erano scelti tra 1000 designati da enti e associazioni.
800 erano proposti da associazioni sindacali riconosciute e 200 da altri enti e associazioni nazionali.
| Associazione | Designati |
| --- | --------- |
| Confederazione nazionale degli agricoltori                                                                             | 96        |
| Confederazione nazionale degli impiegati e operai dell'agricoltura                                                     | 96        |
| Confederazione nazionale degli industriali                                                                             | 80        |
| Confederazione nazionale degli impiegati e operai dell'industria                                                       | 80        |
| Confederazione nazionale dei commercianti                                                                              | 48        |
| Confederazione nazionale degli impiegati e operai del commercio                                                        | 48        |
| Confederazione nazionale degli esercenti imprese di comunicazioni marittime e di navigazione aerea                     | 40        |
| Confederazione nazionale degli impiegati e operai delle comunicazioni marittime e della navigazione aerea              | 40        |
| Confederazione nazionale degli esercenti imprese di comunicazioni terrestri e di navigazione lacuale e fluviale        | 32        |
| Confederazione nazionale degli impiegati e operai delle comunicazioni terrestri e della navigazione lacuale e fluviale | 32        |
| Confederazione nazionale del credito e dell'assicurazione                                                              | 24        |
| Confederazione nazionale degli impiegati e operai del credito e dell'assicurazione                                     | 24        |
| Confederazione nazionale dei professionisti e degli artisti                                                            | 160       |
| Associazione fascista del pubblico impiego                                                                             | 28        |
| Associazione fascista della scuola                                                                                     | 57        |
| Associazione fascista dei ferrovieri                                                                                   | 5         |
| Associazione fascista dei postelegrafonici                                                                             | 2         |
| Associazione fascista degli addetti alle aziende industriali dello stato                                               | 2         |
| Accademie | 10        |
| Istituto fascista di cultura                                                                                           | 3         |
| Società Dante Alighieri                                                                                                | 1         |
| Associazione nazionale combattenti                                                                                     | 45        |
| Associazione nazionale fra mutilati e invalidi di guerra                                                               | 30        |
| Associazione fascista famiglie caduti, mutilati e feriti per la causa nazionale                                        | 1         |
| Lega navale italiana                                                                                                   | 1         |
| Ente nazionale per la cooperazione                                                                                     | 4         |
| Associazione fra le casse di risparmio italiane                                                                        | 4         |
| Associazione fra le società italiane per azioni                                                                        | 1         |
| Associazione nazionale fra i consorzi di bonifica e di irrigazione                                                     | 2         |
| Touring Club Italiano                                                                                                  | 1         |
| Comitato olimpionico nazionale italiano                                                                                | 1         |
| Associazione del nastro tricolore                                                                                      | 1         |
| Opera nazionale dopolavoro                                                                                             | 1         |
| Totale | 1000      |

I 400 deputati erano poi selezionati dal Gran consiglio del fascismo tra i designati da enti e da associazioni; la lista definitiva era sottoposta ad approvazione tramite plebiscito.

## Modalità di voto

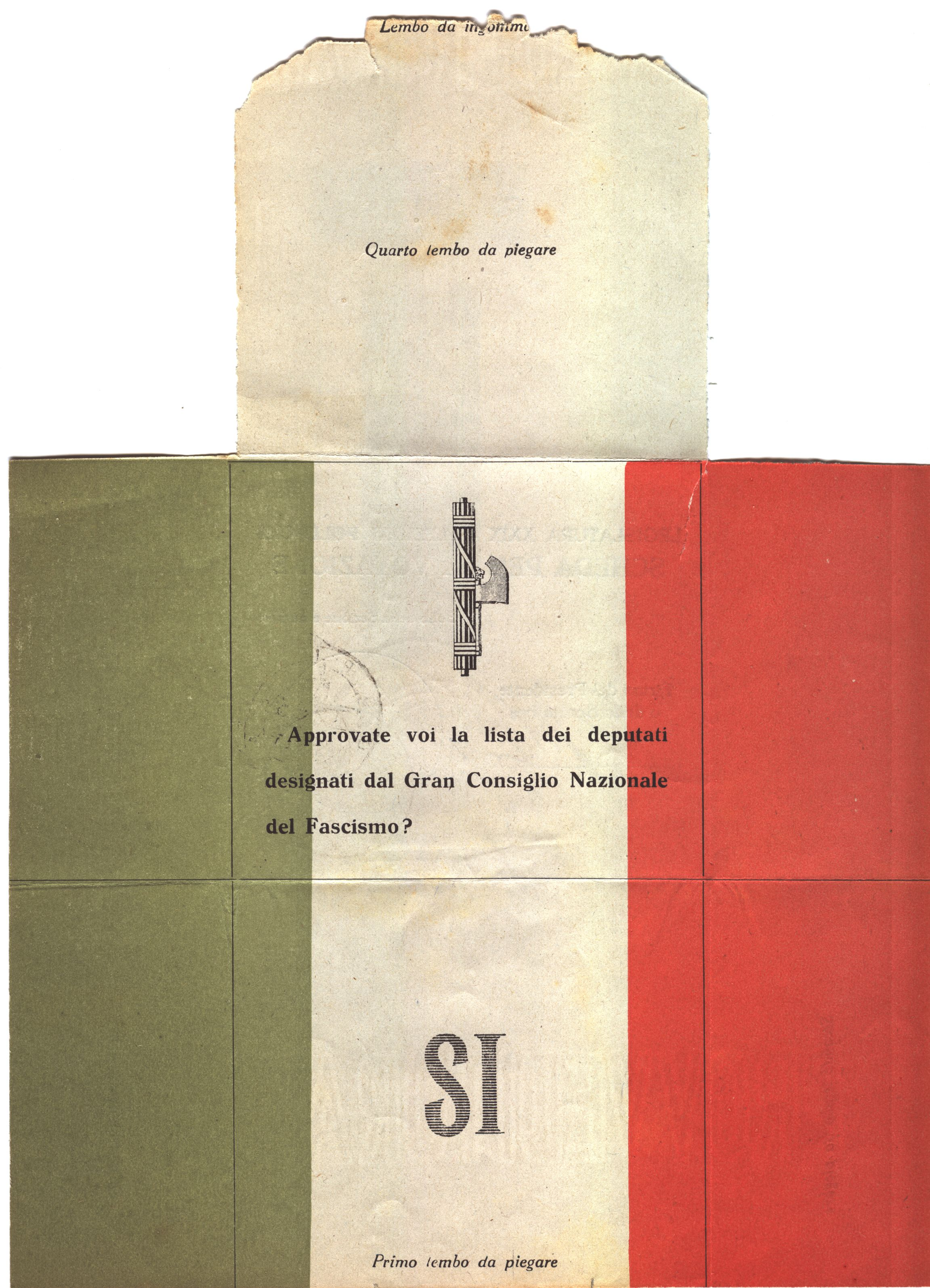
Scheda per il SÌ (fronte)

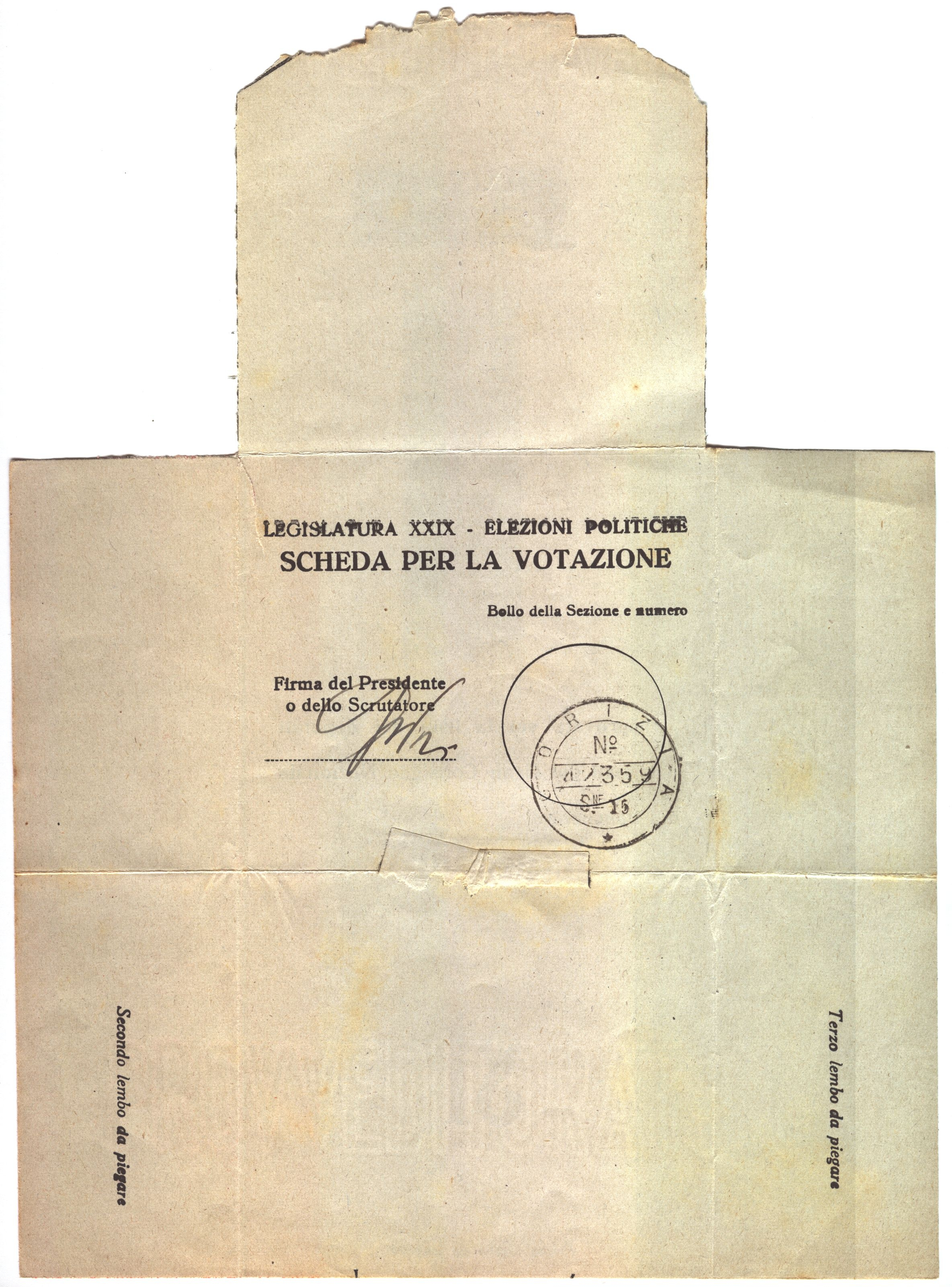
Scheda per il SÌ (retro)

La votazione si svolse in forma plebiscitaria. Gli elettori potevano votare SÌ o NO, per approvare o respingere in toto la lista dei deputati.
L'elettore veniva fornito di due schede di uguali dimensioni, bianche all'esterno, recanti all'interno la formula: "Approvate voi la lista dei deputati designati dal Gran Consiglio Nazionale del Fascismo?"; nella scheda con il SÌ l'interno era anche corredato da due bande tricolori, in quella con il NO la scheda si presentava bianca.
L'elettore doveva al momento del voto raccogliere entrambe le schede; all'interno della cabina elettorale si trovava una prima urna dove l'elettore lasciava la scheda scartata, per poi consegnare nelle mani degli scrutatori la scheda prescelta, affinché questi si assicurassero che essa fosse "accuratamente sigillata". Questo farraginoso sistema aveva di fatto un effetto inibitorio verso l'elettore, che non poteva avere una certezza assoluta sulla segretezza del voto, proprio a causa di quest'ultimo passaggio, anche se formalmente la legge sembrava garantire il voto segreto: gli scrutatori, in effetti, potevano distinguere le schede del "sì" e del "no" esaminandole in controluce, e l'Avanti! inoltre denunciò dei casi in cui i militi entravano in cabina per assicurarsi che gli elettori votassero "sì".
L'elettore comunque poteva anche annullare la scheda tricolore se non avesse voluto votare a favore, apponendo un qualsiasi segno distintivo irrituale, come previsto dall'art. 79 del R.D. 2 settembre 1928, n.1993.
Nel caso teorico di vittoria dei NO si sarebbero dovute ripetere le elezioni, con l'ammissione di altre liste proposte da enti o associazioni autorizzati dalla legge, con almeno 5000 firmatari aventi diritto al voto (Regio decreto nº 1993 del 2 settembre 1928, in particolare l'art. 57).

## Risultati
| Scelta               | Scelta               | Voti       | %     |
| -------------------- | -------------------- | ---------- | ----- |
|                      | Sì                   | 10 043 875 | 99,85 |
|                      | No                   | 15 215     | 0,15  |
| Totale               | Totale               | 10 059 090 |       |
| Schede bianche/nulle | Schede bianche/nulle | 1 336      |       |
| Votanti              | Votanti              | 10 060 426 | 96,49 |
| Elettori             | Elettori             | 10 426 529 |       |

### Partecipazione al voto
| Compartimento         | Iscritti   | Votanti    | Votanti | Sì         | Sì    | No     | No   | Nulli  | Nulli |
| Compartimento         | Iscritti   | Numero     | %       | Numero     | %     | Numero | %    | Numero | %     |
| --------------------- | ---------- | ---------- | ------- | ---------- | ----- | ------ | ---- | ------ | ----- |
| Piemonte              | 1 043 436  | 1 005 843  | 96,40   | 1 004 171  | 99,83 | 1 500  | 0,15 | 172    | 0,02  |
| Liguria               | 380 480    | 372 684    | 97,95   | 371 757    | 99,75 | 875    | 0,23 | 52     | 0,01  |
| Lombardia             | 1 579 473  | 1 499 953  | 94,97   | 1 492 847  | 99,53 | 6 470  | 0,43 | 636    | 0,04  |
| Venezia Tridentina    | 170 455    | 157 288    | 92,28   | 156 410    | 99,44 | 814    | 0,52 | 64     | 0,04  |
| Veneto                | 1 056 467  | 1 014 798  | 96,06   | 1 011 423  | 99,67 | 3 228  | 0,32 | 147    | 0,01  |
| Venezia Giulia e Zara | 247 194    | 234 835    | 95,00   | 234 360    | 99,80 | 443    | 0,19 | 32     | 0,01  |
| Emilia                | 876 466    | 862 819    | 98,44   | 862 367    | 99,95 | 394    | 0,05 | 58     | 0,01  |
| Toscana               | 796 519    | 783 209    | 98,33   | 782 811    | 99,95 | 387    | 0,05 | 11     | 0     |
| Marche                | 295 299    | 284 310    | 96,28   | 284 197    | 99,96 | 109    | 0,04 | 4      | 0     |
| Umbria                | 169 660    | 168 354    | 99,23   | 168 326    | 99,98 | 22     | 0,01 | 6      | 0     |
| Lazio                 | 511 357    | 505 231    | 98,80   | 504 504    | 99,86 | 670    | 0,13 | 57     | 0,01  |
| Abruzzi e Molise      | 381 072    | 368 527    | 96,71   | 368 477    | 99,99 | 46     | 0,01 | 4      | 0     |
| Campania              | 800 415    | 770 402    | 96,25   | 770 311    | 99,99 | 73     | 0,01 | 18     | 0     |
| Puglie                | 529 955    | 511 465    | 96,51   | 511 415    | 99,99 | 31     | 0,01 | 19     | 0     |
| Lucania               | 101 831    | 98 733     | 96,96   | 98 729     | 100   | 0      | 0    | 4      | 0     |
| Calabrie              | 395 776    | 378 293    | 95,58   | 378 284    | 100   | 4      | 0    | 5      | 0     |
| Sicilia               | 882 762    | 840 556    | 95,22   | 840 394    | 99,98 | 122    | 0,01 | 40     | 0     |
| Sardegna              | 207 642    | 203 126    | 97,83   | 203 092    | 99,98 | 27     | 0,01 | 7      | 0     |
| Totale                | 10 426 259 | 10 060 426 | 96,49   | 10 043 875 | 99,84 | 15 215 | 0,15 | 1 336  | 0,01  |

Questo grafico non è disponibile a causa di un problema tecnico.
Si prega di non rimuoverlo.
Percentuale dei votanti rispetto al numero degli aventi diritto al voto.

### Eletti
I 400 eletti comprendevano:
- 255 deputati uscenti riconfermati
- 143 nuovi deputati

La composizione della Camera dei Deputati della XXIX Legislatura del Regno d'Italia.

- 2 deputati che avevano già ricoperto la carica nella XXVII legislatura.

È disponibile anche una classificazione approssimativa dei deputati eletti per professione.
| Professione                                          | 1934 | 1929 |
| ---------------------------------------------------- | ---- | ---- |
| Avvocati e procuratori                               | 75   | 86   |
| Professori e insegnanti                              | 61   | 50   |
| Presidenti e vicepresidenti di enti nazionali        | 54   | 62   |
| Agricoltori e contadini                              | 31   | 44   |
| Industriali, negozianti e commercianti               | 28   | 28   |
| Pubblicisti e giornalisti                            | 26   | 39   |
| Ingegneri                                            | 24   | 14   |
| Laureati e diplomati                                 | 21   | 7    |
| Militari                                             | 16   | 12   |
| Funzionari e impiegati                               | 14   | 16   |
| Organizzatori                                        | 14   | 4    |
| Ragionieri                                           | 6    | 6    |
| Medici                                               | 5    | 6    |
| Armatori, capitani marittimi e agenti di navigazione | 4    | 3    |
| Artisti, pittori, ceramisti                          | 4    | 5    |
| Geometri                                             | 3    | 2    |
| Magistrati                                           | 3    | 2    |
| Consiglieri di Stato                                 | 2    | 4    |
| Operai in genere                                     | 2    | 5    |
| Proprietari                                          | 2    | 1    |
| Banchieri                                            | 1    | 2    |
| Notai                                                | 1    | 2    |
| Professione non indicata                             | 3    | 0    |
| Totale                                               | 400  | 400  |